# Doordarshan
Doordarshan (in hindi दूरदर्शन, dūrdarśan, televisione), in breve DD, è la società concessionaria del servizio pubblico televisivo in India. Il nome consiste delle parole hindi/sanscrite dur (lontano) e darshan (vista, prospettiva). Il significato della parola ricalca quindi esattamente l'etimologia greca/latina di televisione.

## Storia
DD iniziò a trasmettere il 15 settembre 1959 come parte di All India Radio (AIR) a Nuova Delhi per un'ora il martedì e il venerdì sera; dal 1965 trasmette quotidianamente. Nel 1972 fu istituito un centro televisivo a Bombay, nel 1973 a Srinagar e Amritsar (qui in concorrenza con la televisione pakistana di Lahore) e nel 1975 a Calcutta, Chennai e Lucknow.
Nel 1976, DD fu separata a livello organizzativo dall'AIR e dotata di un proprio direttore generale. Nel 1982 fu introdotta la televisione a colori prima dell'inizio dei IX Giochi asiatici, nel 1982/83 la trasmissione satellitare e nel 1984 fu creato secondo canale (DD 2) seguito nel 1993 da DD Metro e nel 2003 da DD News. Nel 1997, AIR e DD furono fuse per formare Prasar Bharat.

## Programmi
Oggi ci sono sei canali nazionali: oltre a DD National e DD News, esiste DD Sports (1998), DD Bharati (2002; cultura), DD Urdu (2006) e DD Kisan (2015; rurale). Esiste anche il canale estero DD India (lanciato nel 1995 come DD World) oltre a numerosi canali locali per gli Stati e territori.

### Canali satellitari regionali[3]
| Channel             | Region              |
| ------------------- | ------------------- |
| DD Arunprabha       | Arunachal Pradesh   |
| DD Assam            | Assam               |
| DD Bangla           | Bengala Occidentale |
| DD Bihar            | Bihar               |
| DD Chandana         | Karnataka           |
| DD Chhattisgarh     | Chhattisgarh        |
| DD Girnar           | Gujarat             |
| DD Goa              | Goa                 |
| DD Haryana          | Haryana             |
| DD Himachal Pradesh | Himachal Pradesh    |
| DD Jharkhand        | Jharkhand           |
| DD Kashir           | Jammu e Kashmir     |
| DD Madhya Pradesh   | Madhya Pradesh      |
| DD Malayalam        | Kerala              |
| DD Manipur          | Manipur             |
| DD Meghalaya        | Meghalaya           |
| DD Mizoram          | Mizoram             |
| DD Nagaland         | Nagaland            |
| DD Oriya            | Orissa              |
| DD Tamil            | Tamil Nadu          |
| DD Punjabi          | Punjab              |
| DD Rajasthan        | Rajasthan           |
| DD Sahyadri         | Maharashtra         |
| DD Saptagiri        | Andhra Pradesh      |
| DD Tripura          | Tripura             |
| DD Uttarakhand      | Uttarakhand         |
| DD Uttar Pradesh    | Uttar Pradesh       |
| DD Yadagiri         | Telangana           |